# Ruth Dyson
Barbara Ruth Dyson (Londen 28 maart 1917 – Guilford, Surrey, 16 augustus 1997) was een Engels klavecimbelspeler en pianist.

## Levensloop
Dyson studeerde piano bij Kathleen Long aan het Royal College of Music in Londen en begon zich te interesseren voor barokmuziek, die ze op een moderne piano speelde. 
Ze vertelde dat ze bijna per ongeluk bij het klavecimbelspelen terechtkwam. Tijdens haar studies in het Royal College of Music stonden de klavecimbvels opgepakt in een opslagplaats en waren ze niet bespeelbaar. Ook in de jaren na het beëindigen van haar studies kwam ze nooit in aanraking met een klavecimbel. Gedurende twaalf jaar doceerde ze piano.
Toen ze een ziek gevallen collega moest vervangen om een lessenreeks te geven over muziek in de tijd van de Tudors, stelde ze vast dat ze onmogelijk voorbeelden kon geven op een piano en leende een klein klavecimbel waar ze leerde op spelen. Het viel mee en ze begon toen ernstig het instrument te leren bespelen. Ze gaf haar eerste recital op klavecimbel in Wigmore Hall in 1941.
Tijdens Wereldoorlog II werkte ze als verpleegster bij het Rode Kruis, gaf muzieklessen aan geëvacueerde kinderen en gaf talrijke concerten in legerkampen, hospitalen en fabrieken.
Ze was gedurende 23 jaar (1964-1987) docente klavecimbel, clavichord en pianoforte aan het Royal College of Music in Londen. 
Dyson was een regelmatige spreker over muziekonderwerpen in verschillende Europese landen, in opdracht van de British Council. Ze werkte gedurende 30 jaar nauw samen met BBC Radio 3 en gaf veel radioconcerten.
In 1972 was ze jurylid voor het eerste internationaal concours gewijd aan blokfluit en aan ensembles voor oude muziek, in het kader van het Festival Musica Antiqua in Brugge. 
Dyson zette zich ook in voor het vertolken van hedendaagse composities op klavecimbel, zoals van Herbert Howells, Frank Martin, Walter Leigh, Alan Ridout, György Ligeti. Met sommigen onder hen werkte ze samen. 
Ze gaf veel soloconcerten, maar speelde ook met ensembles, zoals de Academy of St. Martin in the Fields. Ze speelde vaak met andere solisten zoals Margaret Phillips, George Malcolm, Roger Pugh, Alexander Skeaping.
Ze was vele jaren nauw verbonden met het Haslemere Festival en de Dolmetsch Summer School. Het was terwijl ze aan de Summer School deelnam dat ze op 16 augustus 1997 schielijk overleed.

## Discografie
Dyson nam onder meer op:
- muziek gespeeld op vroege pianofortes van de Colt Collectie
- opnamen voor het muziekarchief van de BBC

Ze concerteerde gedurende 20 jaar met de klavecimbelspeler en baszanger Peter Medhurst. Samen namen ze onder meer op:
- een album met Schubertliederen
- alle werken voor twee klavecimbels van Mozart en de tijden voor hem.

## Publicaties
- Dyson schreef heel wat artikels voor muziektijdschriften in Groot-Brittannië en andere landen.
- Ze werkte mee aan de sectie ‘piano’ in de New Oxford Companion to Music (1983).

## Privé
Dyson was in 1964 getrouwd met Edward Thomas (†1996), die tijdens de oorlog en nadien tot de Britse geheime diensten behoorde. Ze had een stiefzoon en een stiefdochter. Ze bewoonde een oud huis in Dorking, Surrey, waar ze omringd was door muziekinstrumenten (een muizelaar door Adlam-Burnett – een Bechstein vleugelpiano – twee klavecimbels – een spinet – een clavichord).